# Pérama (kommunhuvudort)
Pérama är en kommunhuvudort i Grekland.   Den ligger i prefekturen Nomós Piraiós och regionen Attika, i den sydöstra delen av landet, 13 km väster om huvudstaden Aten. Pérama ligger 71 meter över havet och antalet invånare är 25 389.
Terrängen runt Pérama är varierad.  Närmaste större samhälle är Aten, 12,7 km öster om Pérama. Runt Pérama är det i huvudsak tätbebyggt.